# Cinecittà... Cinecittà
Cinecittà... Cinecittà è un film italiano del 1992 diretto da Vincenzo Badolisani.

## Accoglienza
Il critico Enzo Natta di Famiglia Cristiana ha definito il film come «un film nel film» che ha il pregio «di aver tracciato con pochi e precisi tratti la crisi del cinema italiano, di averla messa a nudo cercando il suo vero volto dietro le quinte».
Il film è stato premiato con il premio speciale della giuria al Festival di Annecy.